# Gavarnie-Gèdre (station)
Gavarnie-Gèdre, ou Gavarnie-les Espécières,  est une station de sports d'hiver des Pyrénées située sur la commune de Gavarnie-Gèdre dans le département des Hautes-Pyrénées, en région Occitanie. Elle fait partie du groupe STEM International.
Station de haute altitude, elle est réputée pour sa qualité de neige toujours fraîche et naturelle[réf. nécessaire].

## Histoire
Le port de Boucharo – Puerto de Bujaruelo pour les Espagnols – émarge à une altitude respectable de 2270m. Mais cette altitude est à relativiser : entre les hauts massifs du Vignemale et de Gavarnie, son accès aisé en a fait une voie de passage privilégiée entre la France et l’Espagne.
Le site de Gavarnie n’a pas toujours été connu des touristes du monde entier ; il n’a pas non plus été marqué par une tradition pastorale aussi forte que son voisin « Gèdre ». En revanche, le village se trouve sur l’une des principales voies ayant traversé les Pyrénées par le Port de Boucharo. L’église de Gavarnie était une étape incontournable pour les voyageurs, qui demandaient la protection à la Vierge du Bon-Port avant d’emprunter la route devant les mener en Espagne. En 1794, le port de Boucharo fit d’ailleurs l’objet d’une surveillance particulière côté français, puisqu’un campement de soldats y fut envoyé pour protéger le territoire d’éventuelles incursions espagnoles, à l’époque de la guerre opposant la Première République à la coalition des monarchies voisines.
Gavarnie est le berceau du pyrénéisme (discipline mêlant à la fois alpinisme et culture montagnarde, romantisme et ascensionisme) puisque du village sont issus parmi les plus grands guides de haute montagne (Passet, Bernat-Salles….)

## Infrastructures
- Sept remontées mécaniques
- vingt-cinq pistes dont la plus longue verte des Pyrénées (5,5 km).
- une patinoire couverte de 555 m2
- une piste de Bob-Luge
- Piste de ski de fond gratuite dans le cirque de Gavarnie.

## Galerie

Sélection de vues de la station.
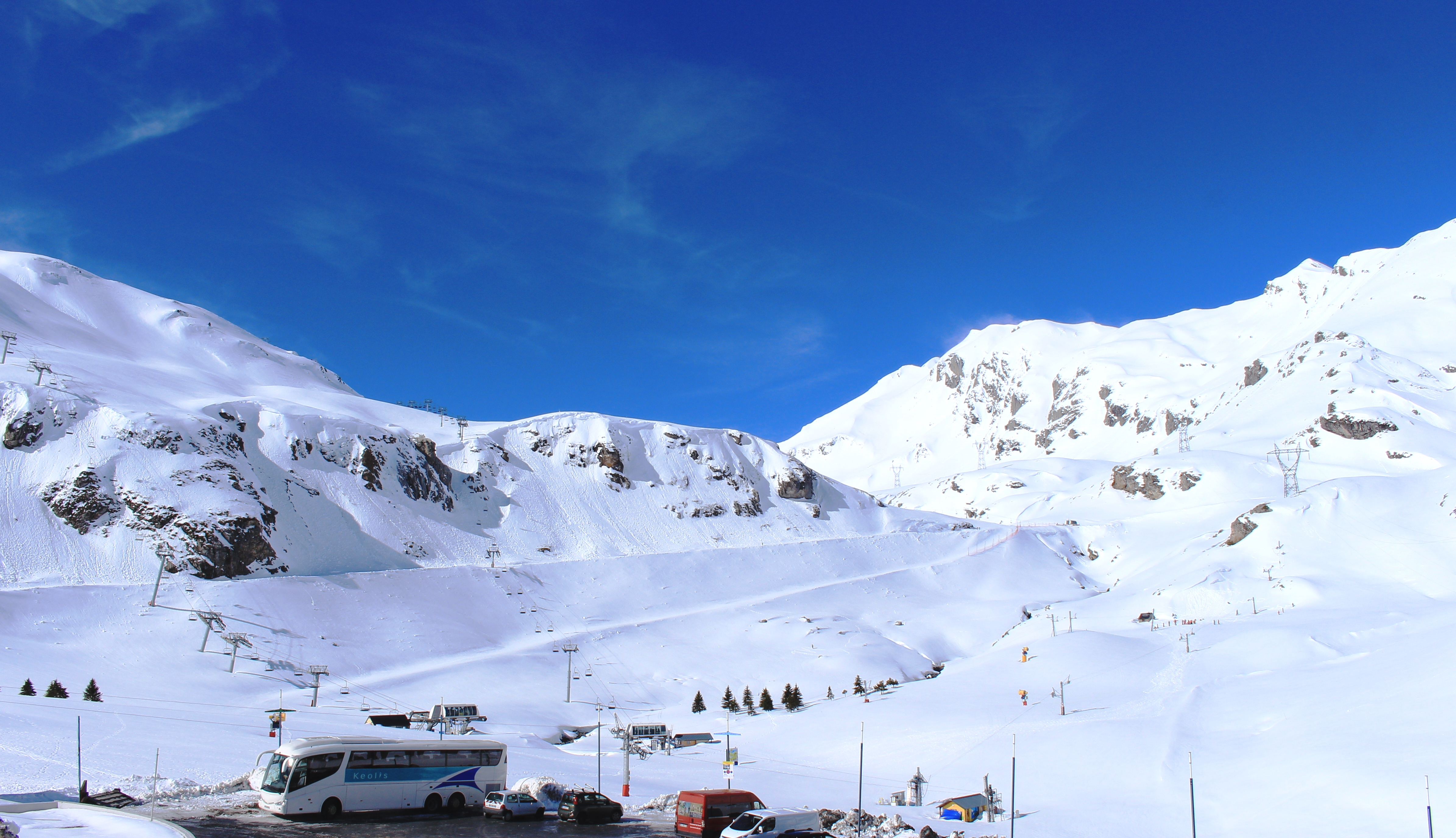
Les pistes.
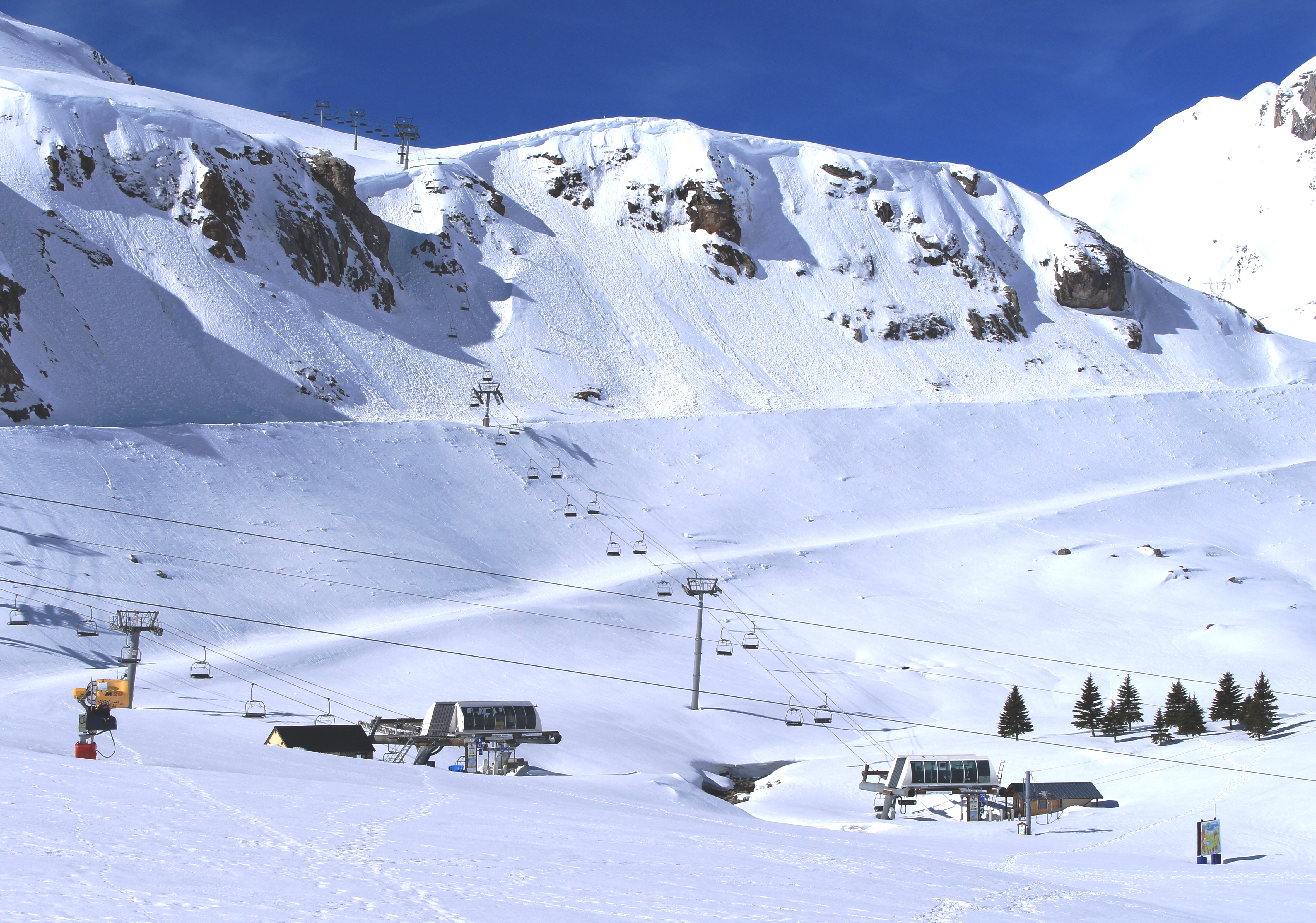
Les remontées.
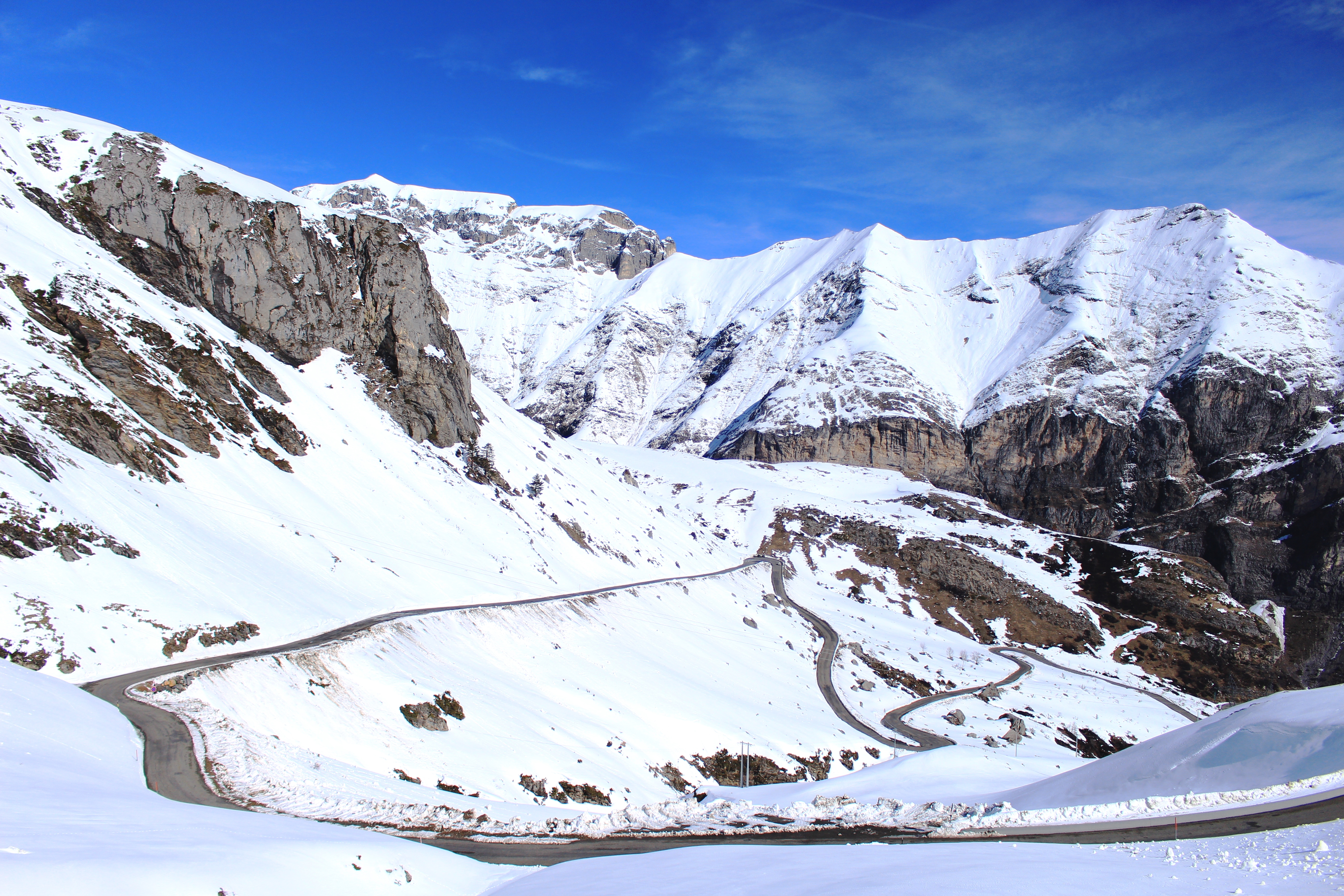
Voie d'accès.
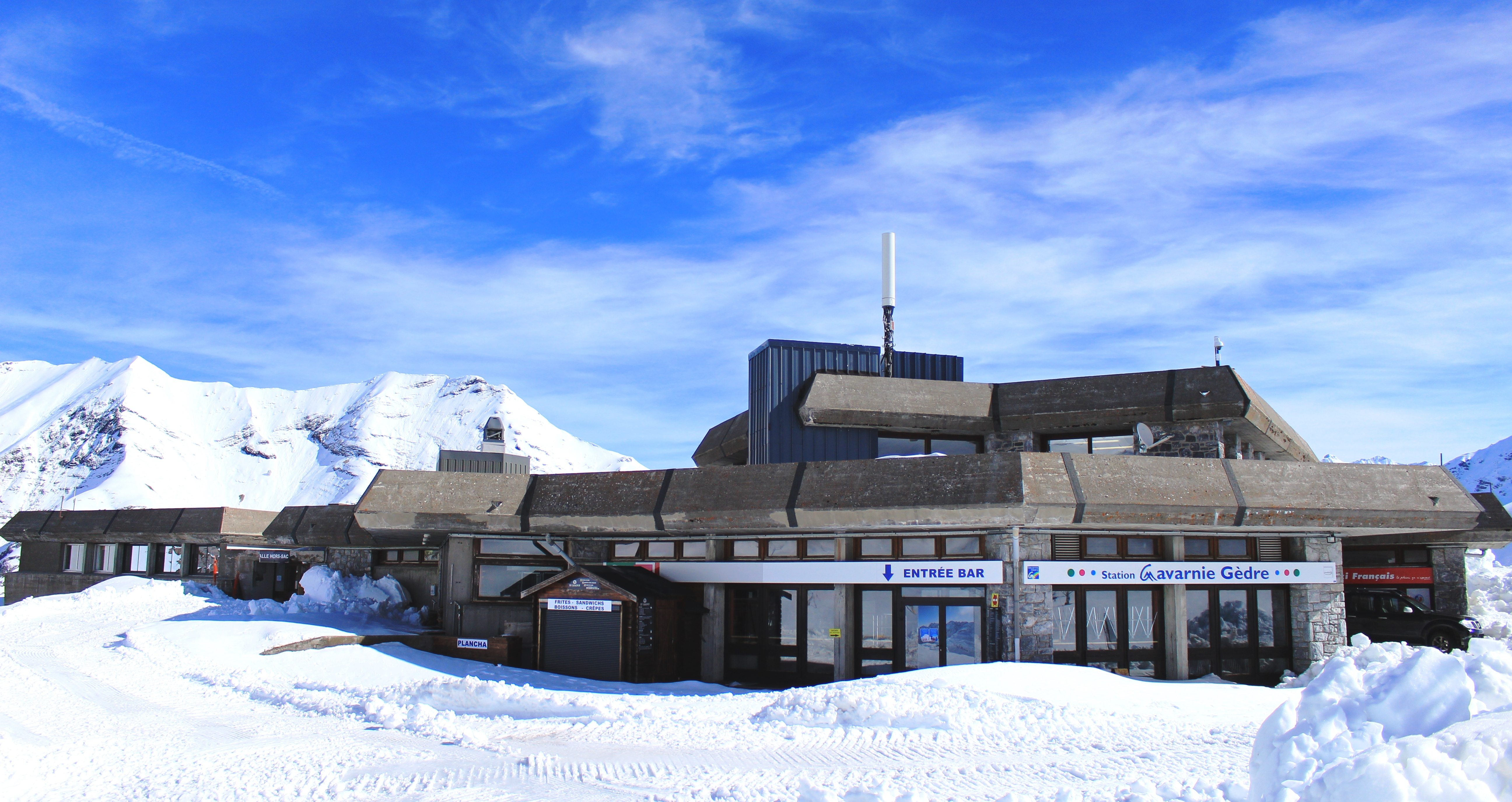
L'accueil.